# Крњево (Кавадарци)
Крњево (мкд. Крњево) је насеље у Северној Македонији, у јужном делу државе. Крњево је насеље у оквиру општине Кавадарци.

## Географија
Крњево је смештено у јужном делу Северне Македоније. Од најближег већег града, Кавадараца, насеље је удаљено 30 km јужно.
Насеље Крњево се налази у планинској области Бошава. Насеље је смештено у долини речице Бошаве, подно планине Кожуф, која се издиже јужно од насеља. Насеље је положено на приближно 460 метара надморске висине. 
Месна клима је континентална.

## Становништво
Крњево је према последњем попису из 2002. године имало 33 становника.
Већинско становништво у насељу су етнички Македонци (100%).
Претежна вероисповест месног становништва је православље.